# Enric Henry
Enric Henry (Barcelona, 27 de febrer 1913 - 1987) fou un jugador i entrenador de bàsquet català.
Fill de pare francès i mare cubana, fou inscrit al Registre Civil com a súbdit francès i, durant molts anys, fins al 1944, només va tenir la nacionalitat francesa. Amb quinze anys començà a jugar a bàsquet al Tiberghien, un dels equips que existia a Barcelona als anys 20, filial del Patrie. La seva família el va enviar a estudiar a l'Argentina, a Buenos Aires, on va jugar al Ñaro Club de Sarsfield. Després marxà a França a fer el servei militar a Lió. En aquesta ciutat francesa va poder alternar la mili amb el bàsquet, integrat a
l'equip del Lió, el rival local del Villeurbanne. En tornar a Barcelona el 1934 va fitxar pel Patrie, el club dels seus començaments esportius.
Finalitzada la Guerra Civil espanyola, quan va començar la Segona Guerra Mundial, fou mobilitzat per incorporar-se a l'Exèrcit francès, i va caure presoner pels alemanys a Poitiers, des d'on va aconseguir tornar a Barcelona. Al no poder reingressar al Patrie, perquè aquest club no se'l va readmetre a la Federació Catalana de Basquetbol, el setembre del 1940 va fitxar pel Barça com a jugador i entrenador, en un moment en què aquest club estava refent la secció després de la guerra. L'octubre del 1940 va debutar contra l'Hospitalet, però només va jugar dues temporades entre el 1940 i 1942. L'any 1942 va deixar de jugar, centrant-se en la feina com a entrenador. Quan va fitxar pel Barça, Henry va compaginar el bàsquet amb la feina a les oficines del club, on va ser cap de taquillatge i abonaments i més endavant caixer. L'any 1944 va deixar finalment el bàsquet per centrar-se en la feina administrativa a l'entitat, a la qual va dedicar més de trenta anys. Tota la seva carrera de jugador i entrenador la va fer sent francès, ja que no fou fins al 1944 que Henry va obtenir la nacionalitat espanyola. Durant divuit anys va estar al capdavant del departament de Taquillatge i Abonaments i durant quinze com a caixer.
Pel que fa a la seva carrera com a jugador del Barça, Henry va guanyar la Copa Diputación del 1941 i el Campionat de Catalunya i la Copa Orgaz del 1942. Com a entrenador, en la primera temporada va obtenir el Campionat de Catalunya, la Copa del Generalísimo i la Copa Orgaz. En la seva última campanya com a tècnic (1943-44) va guanyar un altre cop la Copa Orgaz.
Enric va tenir dos fills i va morir l'any 1987.